# Jarron Collins
Jarron Collins (Northridge, Kalifornija, 2. prosinca 1978.) američki je profesionalni košarkaš. Igra na poziciji centra, a trenutačno je član NBA momčadi Phoenix Sunsa. Izabrao ga je Utah Jazz u 2. krugu (53. ukupno) NBA drafta 2001. godine.

## Srednja škola
Collins je pohađao srednju školu Harvard-Westlake School te je na četvrtoj, senior, godini ostvario prosjek od 13,8 poena i 9,2 skokova čime je srušio 31 godinu star srednjoškolski rekord, savezne države Kalifornije, po broju ukupnih skokova s njih više od 1.500. 

## Sveučilište
Nakon srednje škole, Collins se odlučio na pohađanje sveučilišta Stanford te je tijekom svoje sveučilišne karijere bio dva puta izabran u All-American momčad. 

## NBA karijera
Izabrao ga je Utah Jazz kao 53. izbor NBA drafta 2001. godine. Nakon osam odigranih sezona u dresu Jazzera, Collins je, u ljeto 2009. godine, postao slobodan igrač te je potpisao za Phoenix Sunse. 

## NBA statistika

### Regularni dio
| Godina    | Klub | Odig. uta. | Uta. poč. | Min. | 2P%  | 3P%  | Sl. bac.% | Skok. | Asist. | Ukr. lop. | Blok. | Poena |
| --------- | ---- | ---------- | --------- | ---- | ---- | ---- | --------- | ----- | ------ | --------- | ----- | ----- |
| 2001./02. | Utah | 70         | 68        | 20.6 | .461 | .000 | .740      | 4.2   | .8     | .4        | .3    | 6.4   |
| 2002./03. | Utah | 22         | 7         | 19.1 | .442 | .000 | .710      | 2.7   | .6     | .2        | .3    | 5.5   |
| 2003./04. | Utah | 81         | 31        | 21.4 | .498 | .000 | .718      | 3.9   | 1.0    | .3        | .2    | 6.0   |
| 2004./05. | Utah | 50         | 38        | 19.2 | .414 | .000 | .697      | 3.3   | 1.2    | .2        | .1    | 4.3   |
| 2005./06. | Utah | 79         | 41        | 21.9 | .461 | .000 | .717      | 4.2   | 1.2    | .5        | .3    | 5.3   |
| 2006./07. | Utah | 82         | 9         | 11.1 | .441 | .000 | .651      | 2.1   | .7     | .2        | .1    | 2.5   |
| 2007./08. | Utah | 70         | 9         | 10.0 | .439 | .000 | .622      | 1.7   | .5     | .1        | .1    | 1.7   |
| 2008./09. | Utah | 26         | 3         | 7.7  | .457 | .000 | .727      | 1.4   | .3     | .1        | .0    | 1.5   |
| Ukupno    |      | 480        | 206       | 16.9 | .459 | .000 | .706      | 3.1   | .9     | .3        | .2    | 4.3   |

### Doigravanje
| Godina    | Klub | Odig. uta. | Uta. poč. | Min. | 2P%  | 3P%  | Sl. bac.% | Skok. | Asist. | Ukr. lop. | Blok. | Poena |
| --------- | ---- | ---------- | --------- | ---- | ---- | ---- | --------- | ----- | ------ | --------- | ----- | ----- |
| 2001./02. | Utah | 4          | 4         | 11.8 | .556 | .000 | 1.000     | 1.8   | .0     | .0        | .0    | 5.5   |
| 2006./07. | Utah | 13         | 0         | 8.5  | .333 | .000 | .529      | 1.5   | .4     | .3        | .0    | 1.2   |
| 2007./08. | Utah | 5          | 0         | 4.0  | .000 | .000 | .000      | 1.2   | .2     | .2        | .2    | .0    |
| 2008./09. | Utah | 3          | 3         | 11.7 | .200 | .000 | .750      | 3.3   | .3     | .3        | .0    | 2.7   |
| Ukupno    |      | 25         | 7         | 8.5  | .400 | .000 | .630      | 1.7   | .3     | .2        | .0    | 1.8   |

## Vanjske poveznice
- Profil na NBA.com
- Profil na Basketball-Reference.com